# Bláhnúkur
Il Bláhnúkur (in lingua islandese: Picco blu), (scritto anche Bláhnjúkur, pronuncia in lingua islandese: ˈplauːˌn̥juːkʏr̥) è un vulcano situato nella regione del Suðurland, nella parte sud-occidentale dell'Islanda.

## Denominazione
La denominazione Bláhnúkur, che in lingua islandese significa picco blu, gli è stata attribuita da Pálmi Hannesson. Il nome fa riferimento al colore bluastro dei fianchi del vulcano, ricoperti di cenere vulcanica e residui bituminosi delle colate di lava.

## Descrizione
Il Bláhnúkur è un vulcano alto 940 metri, situato nella regione montuosa del Landmannalaugar, nella zona degli Altopiani d'Islanda, vicino al vulcano Brennisteinsalda. Fa parte del territorio amministrativo del comune di Rangárþing ytra.
Il vulcano si è formato durante l'ultima era glaciale e fa parte del sistema vulcanico del Torfajökull.
È costituito in gran parte da roccia riolitica, emessa in eruzioni subglaciali nel corso dell'ultima era glaciale, che gli dona l'insolito colore grigio-bluastro. I tufi verdastri di cui è costituito l'edificio vulcanico sono meno duri dei tufi di palagonite. Strutture colonnari di pece acida si alternano alle colonne di lava a cuscino. Il tutto è ricoperto da strati di basalto, spesso fino a un metro di spessore.
Nella gola di Grænagil, che si trova a nord del vulcano, ci sono anche rocce di riolite beige e rossastra e rocce verdastre contenenti minerali di rame.

## Escursionismo
La via più semplice per raggiungere la sommità è seguire la strada F 208, che parte dal rifugio nel Landmannalaugar e in un paio di ore permette di compiere l'intero percorso di andata e ritorno.
Ci sono sentieri segnalati che conducono in vetta alla montagna passando attraverso la gola di Grænagil, che si trova tra il vulcano e il campo di lava di Laugahraun. Dal Laugavegur si può seguire anche un sentiero dal lato sud, passando nella valle di Þórsmörk.
Dalla sommità del monte sono visibili cinque ghiacciai.